# Fannie Bloomfield Zeisler
Fannie Bloomfield Zeisler (nascuda Fannie Blumenfeld a Bielsko, Silèsia, 16 de juliol de 1863 – Chicago, EUA, 20 d'agost de 1927) fou una pianista austríaca naturalitzada estatunidenca.
Encara molt nena, amb el seu germà Maurice (1855-1928), el futur filòleg, foren portades pels seus pares als Estats Units. A Chicago estudià amb Ziehn i Wolfsohn, i posteriorment a Viena perfeccionà el piano amb Leschetitzky. A partir de 1883 donà nombrosos concerts a Alemanya, Anglaterra i els Estats Units, establint-se més tard a Chicago, on va contraure matrimoni amb un advocat d'aquella ciutat nord-americana.